# Mercy Seiradaki
Mercy Seiradaki, nacida Money-Coutts (Devon, 16 de abril de 1910 - Peraia,1 de septiembre de 1993) fue una arqueóloga británica que trabajó en Creta en la década de 1930, mayoritariamente en los proyectos dirigidos por John Pendlebury, incluyendo las excavaciones en Cnossos. Fue coautora con Pendlebury de varios informes sobre trabajos realizados con él y más tarde publicó un texto clave sobre la cerámica de Karphi en 1960. Durante la guerra trabajó en la instalación militar de Bletchley Park, y después se unió a la Cruz Roja. Trabajó con la Administración de las Naciones Unidas para el Auxilio y la Rehabilitación en Creta durante la posguerra y se quedó a vivir en Grecia el resto de su vida.

## Biografía
Mercy Burdett Money-Coutts nació el 16 de abril de 1910 en Devon en una familia de clase alta, la hija única de Hester Frances y Hugh Burdett Money-Coutts, más tarde Barón Latymer. Como era de esperar para una chica de su posición, recibió educación en su casa y después fue presentada en la corte antes de ir a Lady Margaret Hall en la Universidad de Oxford, y  participó con entusiasmo en los deportes de campo tradicionales ingleses. Estos antecedentes le permitieron desarrollar ciertas cualidades útiles para su posterior trabajo en arqueología. Además de ser muy culta y hábil en el dibujo adquirió resistencia física durante la práctica de la caza de ciervos.
Se casó en 1947 con Michael Seiradakis, originario de un pueblo cretense, y el anuncio de la boda apareció publicado en The Times, pero sus padres no acudieron al enlace.

## Trayectoria
Después de graduarse en Historia Moderna en 1932, le pidió a Arthur Evans que la aceptara como ayudante de estudiante en Cnossos.  Evans fue el director de este importante proyecto durante décadas, pero en ese momento las excavaciones fueron dirigidas por John Pendlebury, quien se convirtió en mentor de Seiradaki. Además de excavar, llevó a cabo una importante reorganización del Museo Estratigráfico in situ, tarea en la que Seiradaki participó en gran medida. Fue aceptada como estudiante de la Escuela Británica de Atenas al mismo tiempo que Edith Eccles, de quien se hizo amiga con quien trabajó y viajó. Su resistencia en viajes difíciles por pistas de montaña fueron notables. Había varias arqueólogas jóvenes del Reino Unido y todas estaban decididas a no dejarse intimidar por terrenos difíciles y rutas desafiantes, y sin embargo, Seiradaki se destacó por su renuencia incluso a montar en mula en lugar de caminar.
Después de un invierno en Atenas estudiando cerámica prehistórica, ella y Eccles fueron a Creta para ayudar a completar el catálogo del museo de Cnossos. Helen Pendlebury trabajó con su marido John Pendlebury hasta la fecha, con un tercio de una enorme colección de tiestos reunidos en 2000 cajas. Eccles y Seiradaki fecharon el resto y publicaron los resultados en fascículos. También realizaron varias expediciones en el centro de Creta, a menudo con el matrimonio Pendlebury, en busca de nuevos sitios y comprobando algunos ya descubiertos. Esto llevó al libro de Pendlebury, Arqueología de Creta, en el que la mitad de las ilustraciones fueron dibujadas por Seiradaki, particularmente los dibujos de piedras de sello y patrones de cerámica.
En 1934 exploró una variedad de sitios arqueológicos en el Peloponeso y otras partes de la Grecia continental, y regresó a Creta en 1935. Continuó trabajando en asociación con Pendlebury: en particular alrededor de Lasithi en el centro de Creta. Excavó, participó en la publicación y también aprovechó la oportunidad de viajar con Eccles. Algunos de sus viajes fueron al Medio Oriente y Egipto para explorar los vínculos entre las culturas minoica y oriental. Aunque las visitas de Arthur Evans a Cnossos se habían vuelto menos frecuentes en la década de 1930, sabía lo suficiente sobre su trabajo como para darle el papel de organizar la sección de Cnossos de una exposición de Londres que celebraba el cincuentenario de la Escuela Británica, y de ayudar con una nueva labor en el Ashmolean. También usó uno de sus dibujos de un montón de hachas para ilustrar su último trabajo en el palacio de Cnossos.
Cuando se excavó la cueva de Trapeza, ella fue la responsable de la cerámica y del reto de fecharla. Produjo un extenso catálogo ilustrado y descriptivo de cerámica y otros hallazgos menores. Aproximadamente las tres cuartas partes del trabajo publicado sobre la cueva es de Seiradaki. Hizo un trabajo similar para otras excavaciones dirigidas por Pendlebury en Lesithi, publicando como M. Money-Coutts. El trabajo en Karphi se completó por completo en 1960 cuando publicó Pottery from Karphi bajo el nombre Mercy Seiradaki.
No solo le gustaba su trabajo, sino también la vida en Creta. Aprendió griego moderno, conoció la isla, su gente y su cultura y fue conocida por su habilidad para relacionarse con los trabajadores locales en el lugar. De esta manera, puede ser vista como una pionera de los enfoques contemporáneos del trabajo arqueológico, mientras que también se ajustó al patrón de principios del siglo XX de mujeres ayudando a arqueólogos masculinos de alto nivel.
En los primeros años de la Segunda Guerra Mundial trabajó,en Bletchley Park, el establecimiento de descifrado de códigos secretos, probablemente como secretaria. En 1944 se unió a la Cruz Roja y fue enviada a Egipto. Se presume que quería regresar a Creta, donde algunos de los hombres que conocía habían trabajado con la Resistencia, al igual que muchos académicos asociados a la Escuela Británica de Atenas. Ella y Edith Eccles lograron viajar de Libia a Creta en 1944 cuando la isla todavía se consideraba peligrosa. Después de que su amiga se fue a Atenas, se quedó en Creta trabajando para la Administración de las Naciones Unidas para el Auxilio y la Rehabilitación (UNRRA), recibió la medalla de bronce de la Cruz Roja Griega por su valentía y se convirtió en una heroína local. A través de UNRRA conoció a su esposo, quien recibió muchos honores por actos de valentía en tiempos de guerra.

## Últimos años
Después de casarse y tener un hijo y una hija vivió en Creta hasta 1962. Continuó con su trabajo en la Cruz Roja, su participación en la arqueología en la isla y ofreció hospitalidad de "casa abierta" a los visitantes de habla inglesa. Trabajó en sus dibujos para el libro de cerámica Karphi y fue miembro del primer British Council en Chania . Cuando la familia se mudó a Atenas en 1962, Seiradaki fue muy activa en la Biblioteca de la Escuela Británica.
Murió el 1 de septiembre de 1993.